# Двухцветная белка
Двухцветная белка, или двухцветная ратуфа (лат. Ratufa bicolor) — вид грызунов рода гигантские белки (Ratufa). 

## Ареал
Это крупные древесные белки, распространённые в Индомалайской зоне: на севере Бангладеш, северо-востоке Индии, востоке Непала, Бутане, юге Китая, Мьянме, Лаосе, Таиланде, Камбодже, Вьетнаме и западной Индонезии. На юге Азии двухцветные белки встречаются в хвойных и широколиственных тропических и субтропических лесах. В Юго-Восточной Азии они обитают в тропических широколиственных вечнозелёных и полувечнозелёных лесах, но изредка встречается также в хвойных лесах. В тропических дождевых лесах на Малайском полуострове и в Индонезии вид представлен не так обильно, как в других частях ареала, вероятно, из-за конкуренции со стороны других древесных животных (особенно приматов) на пищу в верхнем ярусе леса. Лучшим местом для обитания двухцветных белок является национальный парк Казиранга в штате Ассам, Индия.

## Места обитания
Двухцветные белки обитают в различных экологических регионах, покрытых лесами. Они обитают на высоте над уровнем моря, достигающей, как минимум, 1400 м, в том числе и в самых тяжёлых для жизни местах. 

## Охранный статус
В последние десятилетия среда обитания двухцветных белок постоянно уменьшается из-за деятельности человека, лесозаготовок и сельского хозяйства, а также охоты. Из-за этого численность особей этого вида сократилась почти на 30 %. Однако в некоторых местах этот вид защищён от охоты законом или местными традициями.

## Биологическое описание
Длина головы и тела составляет 35—58 см, хвост же достигает до 60 см длины, так что общая длина тела достигает до 118 см. Спина, уши и пушистый хвост тёмно-коричневого, почти чёрного цвета, а брюхо тёмно-жёлтое.

## Поведение
Двухцветные белки — древесные дневные животные, однако иногда они спускаются вниз и кормятся на земле. 

## Питание
Питаются двухцветные белки в основном семенами, шишками хвойных растений, фруктами и листьями.

## Размножение
Животные обычно одиночные. 1 или 2 детёныша живут в специальных гнёздах, часто расположенных в дуплах деревьев.